# Важа Пшавела
Ва́жа Пшаве́ла (груз. ვაჟა-ფშაველა — «син Пшаві», псевдонім Луки Разікашвілі (груз. ლუკა პავლეს ძე რაზიკაშვილი); нар. 14 (26) липня 1861, Чаргалі — пом. 27 червня (10 липня) 1915, Тбілісі) — грузинський письменник і поет XIX століття, класик грузинської літератури.

## Життєпис
Важа Пшавела народився в родині священнослужителя у невеликому селі Чаргалі, розташованому в гірській провінції Пшаві Східної Грузії. З 10 років шість літ навчався в духовному училищі Телаві, що було для його вихованців наполовину монастирем, наполовину буцегарнею. Закінчив Закавказьку учительську семінарію в Горі (1882), де тісно спілкувався з грузинськими «народниками», вивчав літературу, філософію, історію. Потім вступив на юридичний факультет Санкт-Петербурзького університету у 1883 році, але повернувся до Грузії у 1884 через фінансові обмеження. Влаштувався викладачем грузинської мови. Також став відомим представником національно-визвольного руху Грузії.
Літературну діяльність Важа-Пшавела розпочав у середині 1880-х років. У своїх творах він відобразив побут і психологію своїх сучасників. Важа-Пшавела є автором багатьох літературних творів світового рівня — 36 епосів, близько 400 поем («Алуда Кетелаурі», «Бахтріоні», «Гоготур і Апшина», «Господар і Гість», «Змієїд», «Етері», «Міндія» та ін.), п'єс та оповідань, а також літературно-критичних, публіцистичних та наукових статей етнографічного інтересу. Навіть у своїй художній прозі він з майже етнографічною точністю згадує життя грузинських горян і змальовує цілий світ міфологічних уявлень. У своїх віршах поет звертається до героїчного минулого свого народу, оспівує боротьбу із зовнішніми та внутрішніми ворогами (поеми «Поранений сніговий барс» (1890), «Лист пшавського солдата до матері» (1915) та ін.).
У найкращих своїх епічних творах Важа-Пшавела потужно торкається проблем, які породжує взаємодія індивіда з суспільством, людства з природним світом і людської любові з любов'ю до батьківщини. Конфлікт між особистістю і темою (громадою) зображений в епопеях «Алуда Кетелаурі» (1888) і «Гість і господар» (1893). Головні герої обох творів піддаються сумнівам і, зрештою, ігнорують застарілі закони, яких дотримуються відповідні громади, у своїй особистій подорожі до більшої людяності, яка виходить за межі простої парафіяльності
Наскрізна тема поета — вольовий народ, його гідність, прагнення до свободи. Ці ж теми порушуються в п'єсі «Відкинутий» (1894). Важа-Пшавела ідеалізує освічені часом ритуали пшавів, їхню чистоту та «невиродженість», порівнюючи та протиставляючи це цінностям того, що він вважає «хибною цивілізацією». Він стверджує, що «Кожен справжній патріот є космополітом і кожен справжній космополіт є патріотом».
Мудрець Міндія в епосі «Змієїд» (1901) гине, тому що не може узгодити свої ідеали з потребами сім'ї та суспільства. Каталітичний сюжет, коли Міндія споживає плоть змії під час спроби самогубства, що натомість призводить до отримання окультних знань, є літературним використанням центрального мотиву народної казки, присутнього у Білій змії (Брати Грімм), що втілює тип казки 673 у системі класифікації Аарне-Томпсона.
Епос «Бахтріоні» (1892) розповідає про роль племен грузинського нагір'я в повстанні Кахетії (Східна Грузія) проти іранських гнобителів у 1659 р.
Важа-Пшавела також не має собі рівних у грузинській поезії у своїх своєрідних і спонукальних зображеннях природи, до якої він відчував глибоку любов. Його пейзажі сповнені руху і внутрішніх конфліктів. Його поетичний звук насичений усіма багатствами рідної мови, а все ж це бездоганно точна літературна мова. Завдяки чудовим перекладам на англійську (Дональд Рейфілд, Венера Урушадзе, Лела Джгереная, Ніно Рамішвілі та інші), французькою (Гастон Буатчідзе) та німецькою (Йоланда Марчев, Штеффі Чотіварі-Юнгер), творчість поета знайшла ширшу аудиторію, на яку вона, безперечно, заслуговує.
На сьогоднішній день його вірші та твори опубліковані більш ніж 20 мовами.
Важа-Пшавела помер у Тифлісі 10 липня 1915 і був похований там, у стародавній столиці своєї батьківщини, отримавши знаменну честь усипальниці в престижному Пантеоні на горі Мтацмінда, як визнання його літературних досягнень і його ролі як представника національно-визвольного руху Грузії.
Поет-альпініст Важа-Пшавела дійсно, як пише Дональд Рейфілд, «якісно більшої величини, ніж будь-який інший грузинський письменник».
П'ять епічних поем Важа-Пшавела («Алуда Кетелаурі» (1888), «Бахтріоні» (1892), «Господар і гість» (1893), «Месник за кров» (1897) і «Пожирач змій» (1901)) створені за принципом золотого перетину, і тому спонукають до порівняння з творами авторів Античності та Відродження, натхненних подібним чином
У 1961 році в Чаргалі було побудовано музей і меморіал на честь Важа Пшавела.

## Портрети

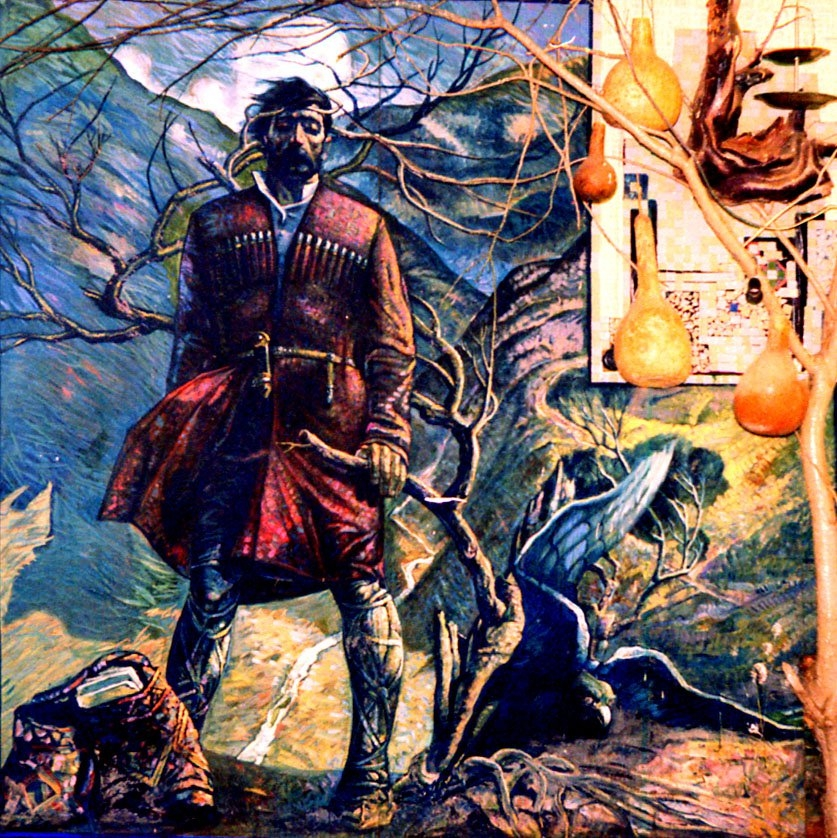
Важа Пшавела. Портрет Гурама Гагошидзе.

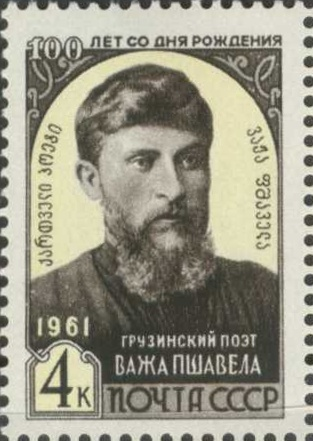
Важа Пшавела на поштовій марці 1961 р.

### Епічні поеми
- Алуда Кетелаурі, 1888
- Бахтріоні, 1892
- Господар і гість, 1893
- Месник за кров, 1897
- Змієїд, 1901

### Інша поезія
- Бенкет, 1886
- Огрове весілля, 1886
- Орел, 1887
- Я був у горах, 1890
- Скеля і річка, 1899
- Я дивлюся на гори, 1899
- Пташенята-сироти, 1899
- Заповіт Голдфінгера, 1891
- Ніч у горах, 1890
- До гір, 1910

### Новели
- Історія косулі, 1883
- Старий бук, 1889
- Висота гори, 1895
- Сатагурі, 1908

### Театральні п'єси
- Сцена в горах, 1889
- Полювання на батьківщину (драма), 1894
- Лісова комедія, 1911